# NGC 4171
NGC 4171 is een ster in het sterrenbeeld Hoofdhaar. Het hemelobject werd op 10 mei 1864 ontdekt door de Duits-Deense astronoom Heinrich Louis d'Arrest.